# 哈哈瓦西山
哈哈瓦西山（Qaqa Wasi）是秘魯的山峰，位於該國東南部普諾大區，由桑迪亞省的帕坦布科區負責管轄，屬於安地斯山脈的一部分，海拔高度4,800米。